# Diego Padrón Sánchez
Mons. Diego Rafael Padrón Sánchez (* 17. května 1939, Montalbán) je venezuelaský katolický biskup, který je emeritním arcibiskupem v Cumaná a designovaným kardinálem.

## Stručný životopis
Po kněžském svěcení v roce 1963 studoval v Caracasu, později na  římské Gregoriáně a Františkánském biblickém studiu v Jeruzalémě. V roce 1990 jej papež JAn Pavel II. jmenoval titulárním biskupem gisipským a pomocným v Caracasu. V letech byl sídelním biskupem v Maturínu a v letech 2002-2018 arcibiskupem v Cumaná.

## Kardinálská kreace
V neděli 9. července 2023 papež František ohlásil, že v konzistoři dne 30. září 2023 jmenuje 21 nových kardinálů, mezi nimi i Monsignora PAdróna, který ovšem v době jmenování bude mít více než 80 let, a tak nebude patřit mezi kardinály-volitele.